# Uffenheim
Uffenheim är en stad i Landkreis Neustadt an der Aisch-Bad Windsheim i Regierungsbezirk Mittelfranken i förbundslandet Bayern i Tyskland.
Staden ingår i kommunalförbundet Uffenheim tillsammans med köpingarna Ippesheim och Markt Nordheim samt kommunerna Ergersheim, Gollhofen, Hemmersheim, Oberickelsheim, Simmershofen och Weigenheim.